# Alfred Cerné
Alfred Eugène Cerné, né le 7 avril 1856 à Saint-Martin-du-Vieux-Bellême (Orne) et mort le 31 août 1937 à Rouen, est un médecin, érudit et homme politique français, maire de Rouen de 1928 à 1929.

## Biographie

### Chirurgien
Élève du chirurgien Verneuil, il est interne des hôpitaux de Paris avant de s'établir à Rouen en 1881. Il y devient chef de service, puis professeur titulaire de technique chirurgicale à l'École de médecine de Rouen (1890), où il laisse l'image d'un enseignant austère, à la fois craint et apprécié de ses étudiants. En 1899, il crée dans son service l'un des premiers laboratoires de France pour la radiologie et la radiumthérapie ; atteint de radiodermite, il doit subir des amputations de plusieurs doigts puis du bras entier.
Avec le docteur Brunon, il fonde en 1885 la revue mensuelle La Normandie médicale dont il est aussi le rédacteur en chef. Il est en outre l'auteur de différentes publications à caractère technique. Alfred Cerné est enfin président de l'Association des médecins de Seine-Inférieure et président de la Société normande d'hygiène pratique. Sa renommée scientifique a dépasse le cadre régional.
Pendant la Première Guerre mondiale, il est médecin chef de l'hôpital auxiliaire 103 de l'Union des femmes de France à Rouen.

### Historien
Érudit passionné par l'histoire de sa ville, il devint par ailleurs membre de la Société des amis des monuments rouennais, membre résidant de la Société libre d'émulation de la Seine-Maritime et membre de la Commission départementale des Antiquités de la Seine-Inférieure. On lui doit de nombreuses études, notamment sur les anciennes sources et fontaines de Rouen ou sur les anciens hôtels de ville de Rouen, qui font toujours autorité.

### Homme politique

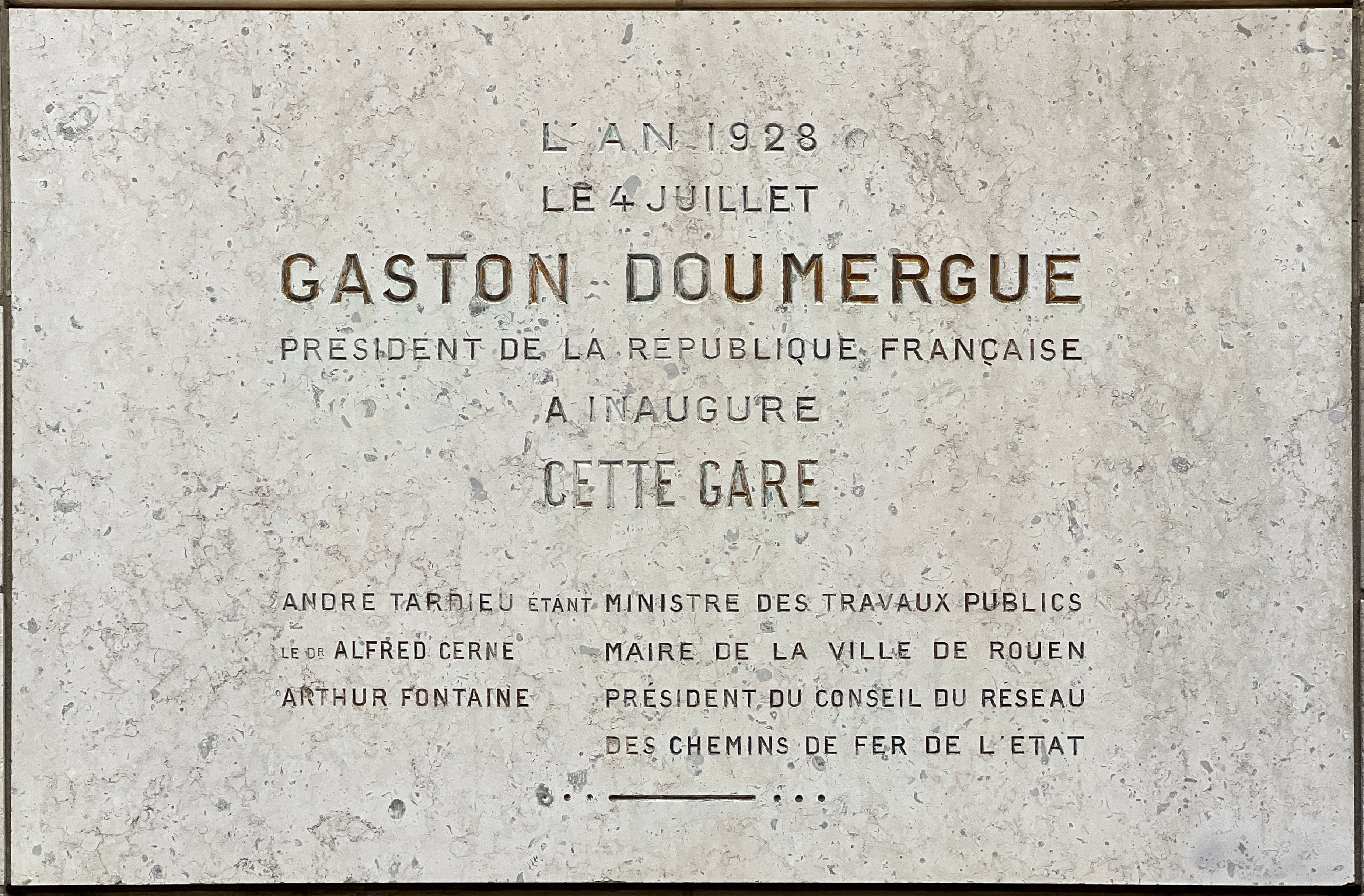
Plaque commémorative de l'inauguration de la gare de Rouen.

Alfred Cerné est le gendre du député Ferdinand Lechevallier.
Conseiller municipal à partir de 1919, sur une liste d'Union républicaine et nationale, il devient premier adjoint puis, le 24 avril 1928, maire de Rouen, succédant ainsi à Louis Dubreuil.
Le 4 juillet 1928, il se trouve aux côtés du président de la République Gaston Doumergue lors de l'inauguration de la gare de Rouen-Rive-Droite.
Le 17 mai 1929, après son échec aux élections municipales, il abandonne son activité politique pour se consacrer à ses travaux d'érudition jusqu'à sa mort.
Il repose au cimetière monumental de Rouen.
Il demeurait 24 rue Saint-Patrice à Rouen.

## Mémoire

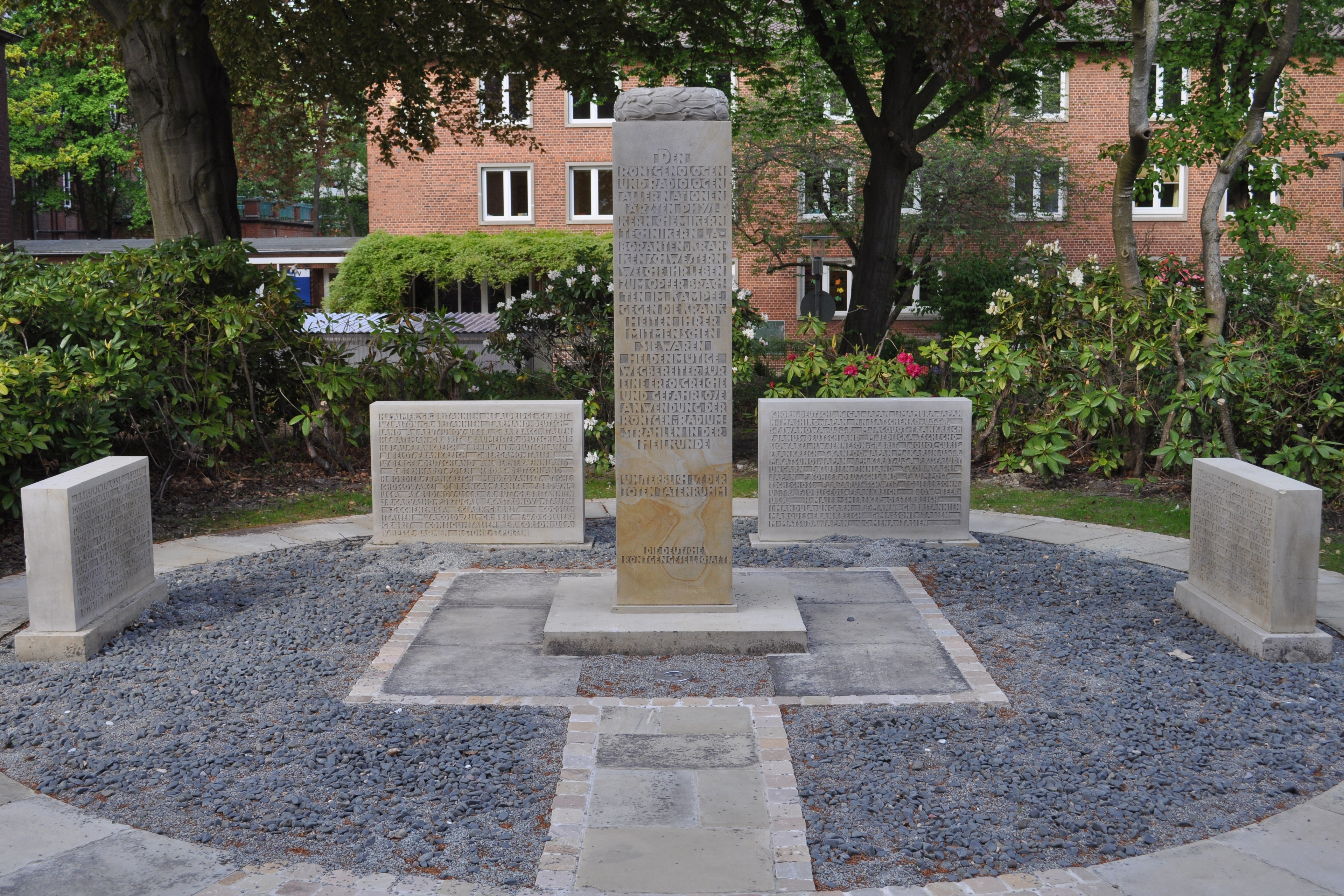
Mémorial de radiologie à l'hôpital Saint-Georges de Hambourg.

En 1939, la place Bouvreuil à Rouen est renommée place du Docteur-Alfred-Cerné.
On peut admirer au musée Flaubert et d'histoire de la médecine un buste en bas-relief du docteur Alfred Cerné, réalisé en 1921. Il est représenté de profil, revêtu d'une toge et de toutes ses décorations honorifiques.
Son nom est gravé sur le Mémorial de radiologie (de), qui commémore les pionniers et martyrs de la radioactivité (physiciens, chimistes, médecins, infirmiers, laborantins, etc.), victimes parmi les premiers utilisateurs des rayons X dans le monde entier. Le mémorial qui comportait à l'origine 159 noms a été érigé dans le jardin de l'ancien hôpital Saint-Georges (de) à Hambourg (Allemagne) et a été inauguré le 4 avril 1936.

## Distinctions
- Officier d'académie (1889)
- Officier de l'Instruction publique (1895)
- Médaille d'honneur des épidémies (1903)
- Médaille de la Reconnaissance française, argent (1919)
- Chevalier de la Légion d'honneur (23 février 1921)[8]. Il est fait chevalier le 23 avril 1921 par Georges Pennetier.

## Publications
- Principes de l'assainissement des villes, avec quelques applications à l'assainissement de la ville de Rouen, Rouen, 1891
- Inondations du sous-sol de Rouen : leurs origines et leurs remèdes, Rouen, A. Lainé, 1926
- Les Anciens Hôtels de ville de Rouen, leurs beffrois et la Grosse Horloge, Rouen, 1934
- Les moulins à eau de Rouen, Rouen, 1936